# Capîntortură
Capîntortură sau ciocănitoarea nordică sau ciocănitoarea eurasiatică (Jynx torquilla) este o specie de ciocănitoare din familia ciocănitoarelor (Picide), care se înmulțește în principal în regiunile temperate din Europa și Asia. Majoritatea populațiilor sunt migratoare, iernând în Africa tropicală și în sudul Asiei, din Iran până în subcontinentul indian, dar unele sunt rezidente în nord-vestul Africii. Este o pasăre de câmp deschis, de pădure și de livezi.

## Taxonomie și etimologie
Ciocănitoarea eurasiatică a fost descrisă pentru prima dată de Carl Linnaeus în cea de-a zecea ediție a lucrării sale Systema Naturae din 1758. Specia tip provine din Suedia.
Numele de gen Jynx provine de la numele din greaca veche al acestei păsări, iunx. Specificul torquilla provine din latina medievală, derivat din torquere, a se răsuci, referindu-se la mișcările ciudate ale capului de șarpe.
Familia Picidae are patru subfamilii, Picinae, Picumninae, Jynginae și monotipicul Nesoctitinae. Pe baza morfologiei și comportamentului, Picumninae a fost considerată clada soră a Picinae. Acest lucru a fost confirmat acum de analiza filogenetică, iar Jynginae este plasat la baza Picinae, Nesoctitinae și Picumninae.
Jynginae include un singur gen (Jynx) și două specii, ciocănitoarea eurasiatică și ciocănitoarea cu gât roșu (Jynx ruficollis), rezidente în Africa subsahariană. Există șase subspecii de Jynx torquilla:

- Jynx torquilla chinensis Hesse, 1911
- Jynx torquilla himalayana Vaurie, 1959
- Jynx torquilla mauretanica Rothschild, 1909
- Jynx torquilla sarudnyi Loudon, 1912
- Jynx torquilla torquilla Linnaeus, 1758
- Jynx torquilla tschusii O. Kleinschmidt, 1907

## Descriere

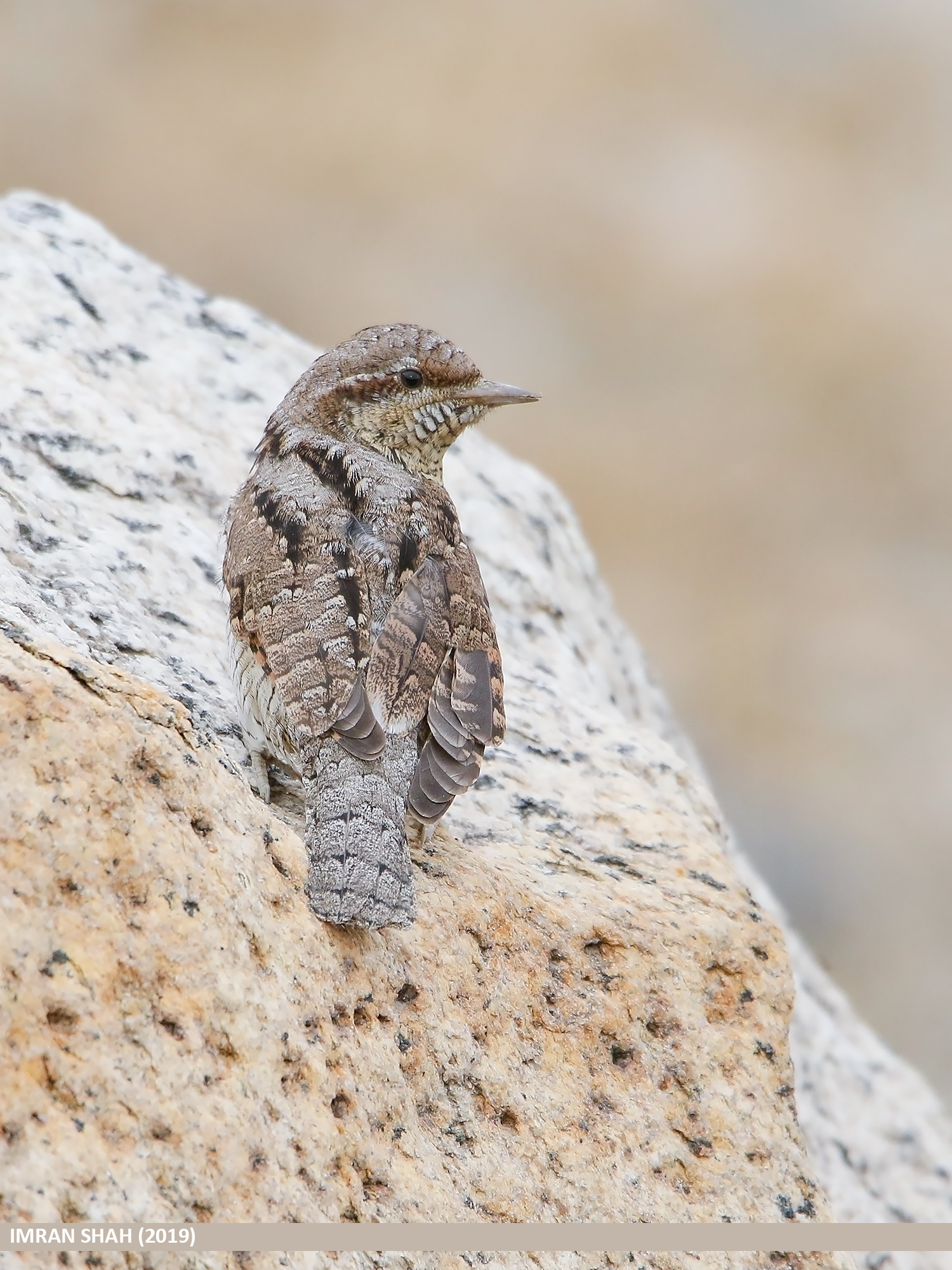
În Pakistan

Ciocănitoarea ajunge la o lungime de aproximativ 17 cm. Subspecia Jynx torquilla tschusii cântărește între 26 și 50 g. Este o pasăre subțire, cu aspect alungit, cu o formă a corpului mai degrabă asemănătoare cu cea a unei turidae decât a unei ciocănitori. Părțile superioare sunt barate și pestrițe în nuanțe de maro pal cu bare ruginii și negricioase și dungi negre mai largi. Cuibul și partea superioară a cozii sunt gri cu pete și benzi neregulate de maro. 
Coada rotunjită este gri, pătată cu maro, cu benzi slabe de maro-gri și câteva benzi mai bine definite de negru-maroniu. Obrajii și gâtul sunt cafenii, barate cu maro. Părțile inferioare sunt alb-crem, cu marcaje maro în formă de vârf de săgeată, care se reduc la pete în partea inferioară a pieptului și pe burtă. Flancurile sunt cafenii cu marcaje similare, iar învelitorile de sub coadă sunt cafenii cu bare maro înguste. Penele primare și secundare sunt maro cu marcaje de culoare roșcată. 
Ciocul este maro, lung și subțire, cu o bază largă și un vârf ascuțit. Irisul este de culoare aluniș, iar picioarele subțiri sunt maro deschis. Primul și al doilea deget de la picioare sunt mai scurte decât celelalte. Primul și al patrulea deget de la picior sunt îndreptate spre spate, iar al doilea și al treilea spre înainte, o dispoziție bună pentru a se agăța de suprafețele verticale. Păsările tinere au un penaj asemănător cu cel al adulților, dar cu o coloratură mai blândă și mai puțin distinctă.
Scoate o serie de note repetate, aspre și stridente, tie-tie-tie-tie care durează câteva secunde și amintește de vocea ciocănitoarei pestrițe mici. Sunetul său de alarmă este o serie scurtă de „tec”-uri, iar atunci când este deranjat în cuib șuieră.

## Galerie

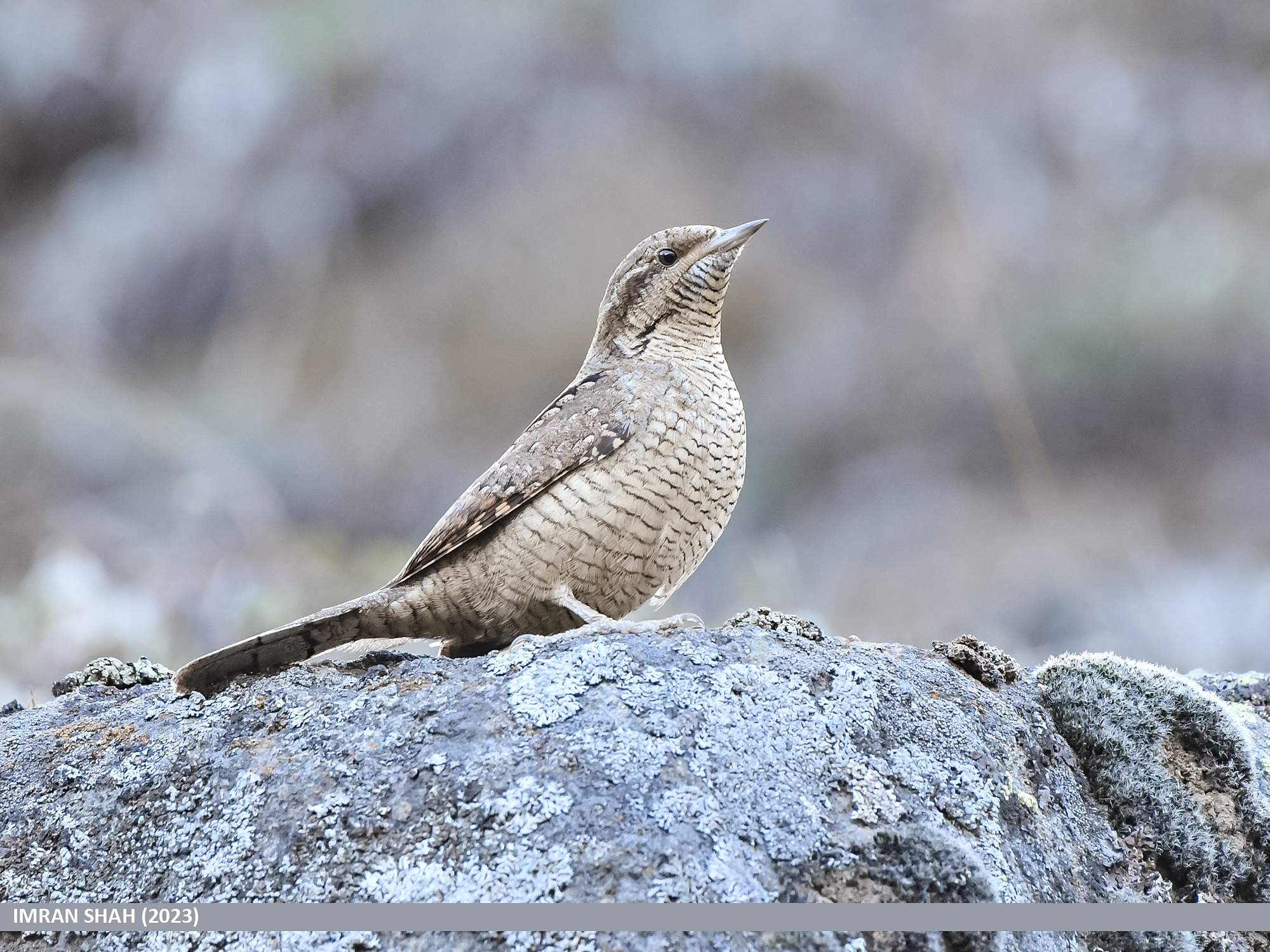
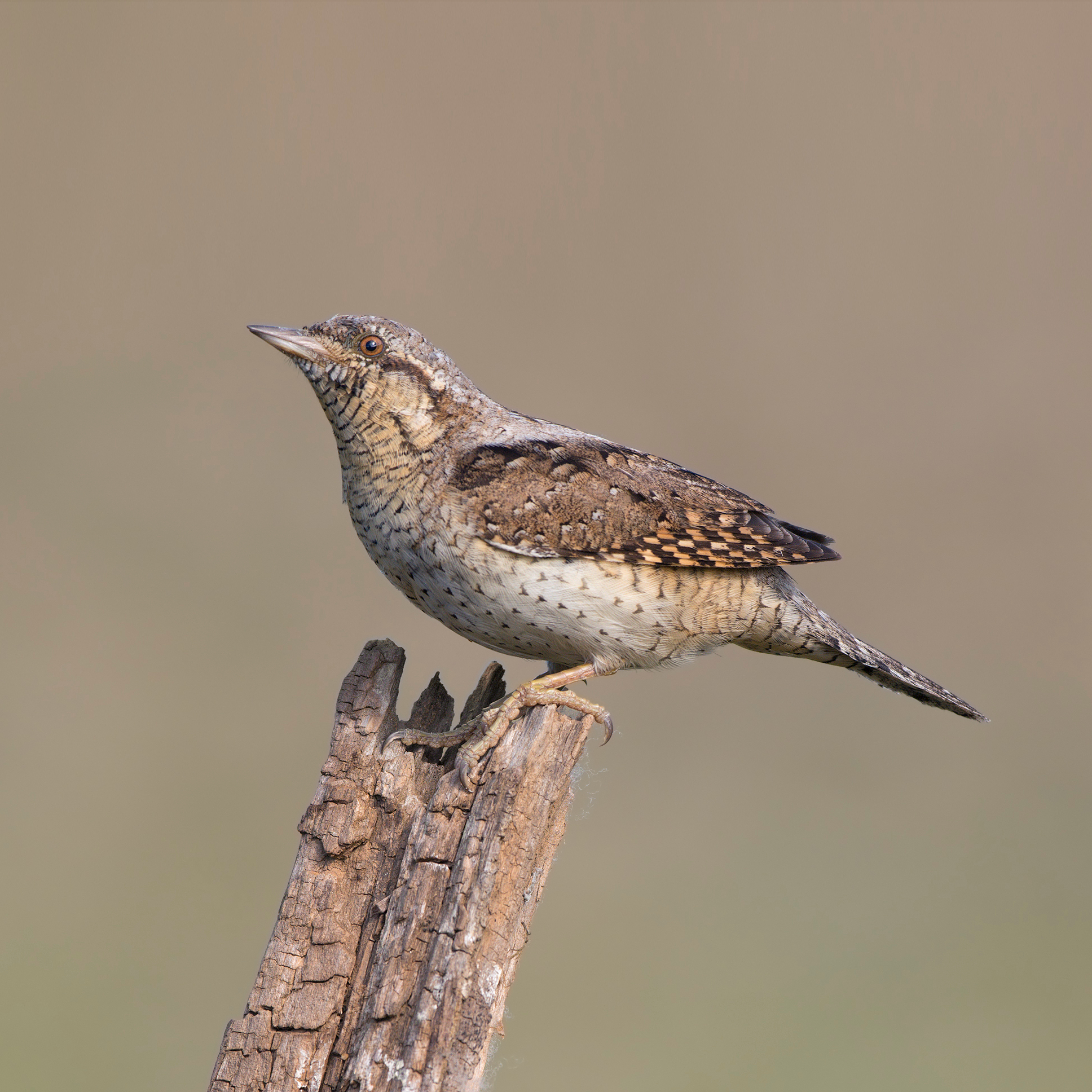
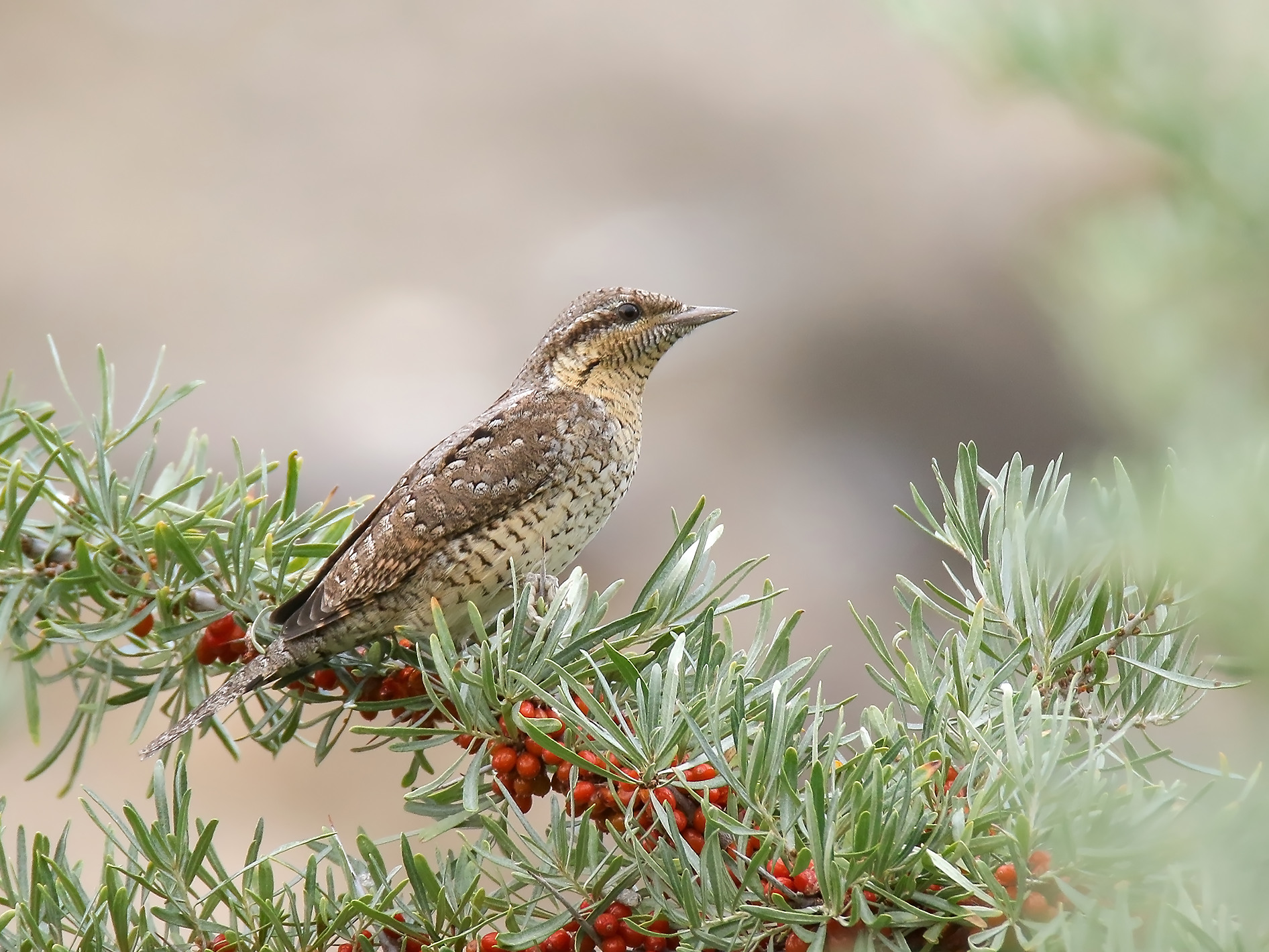
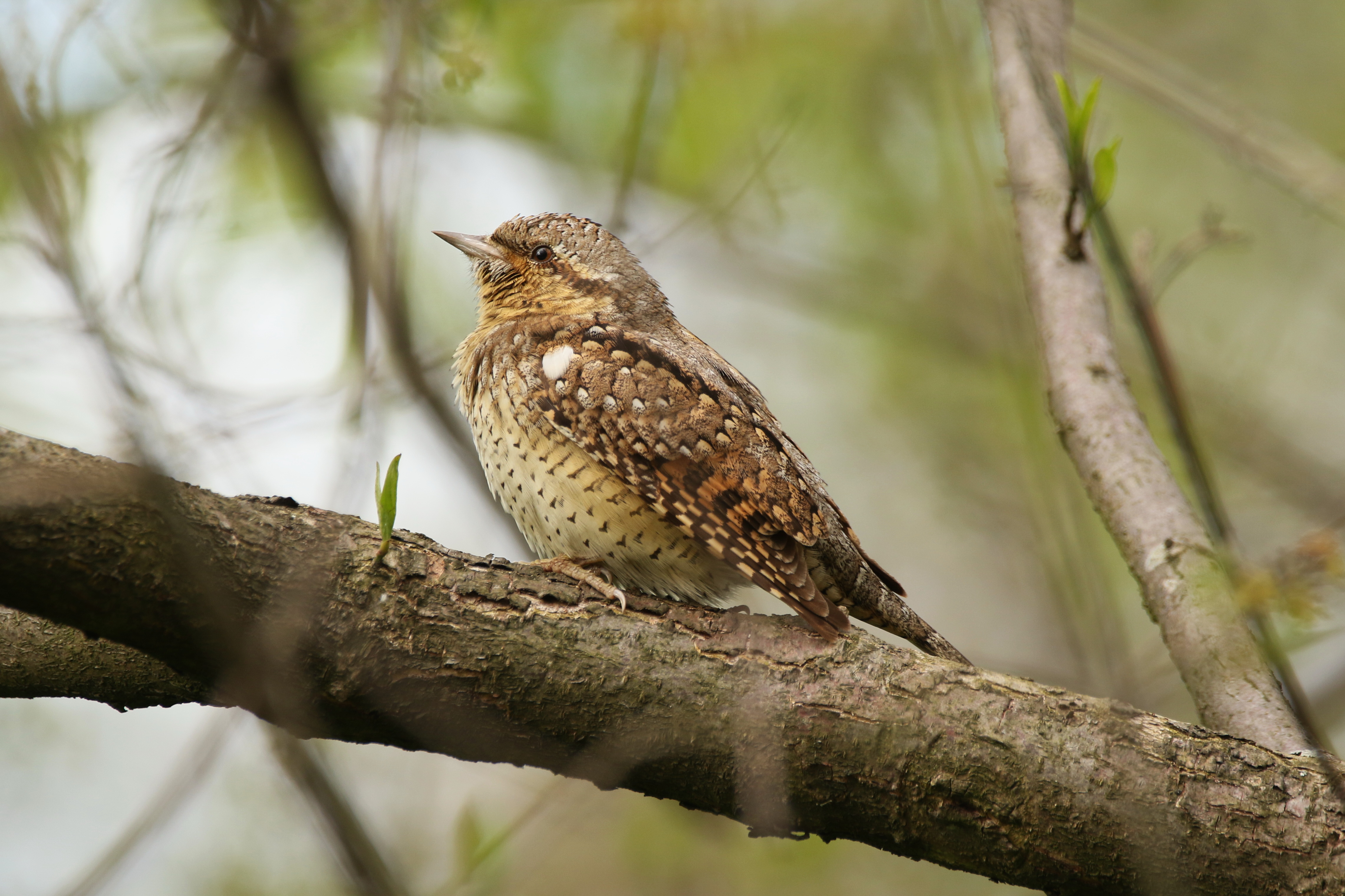
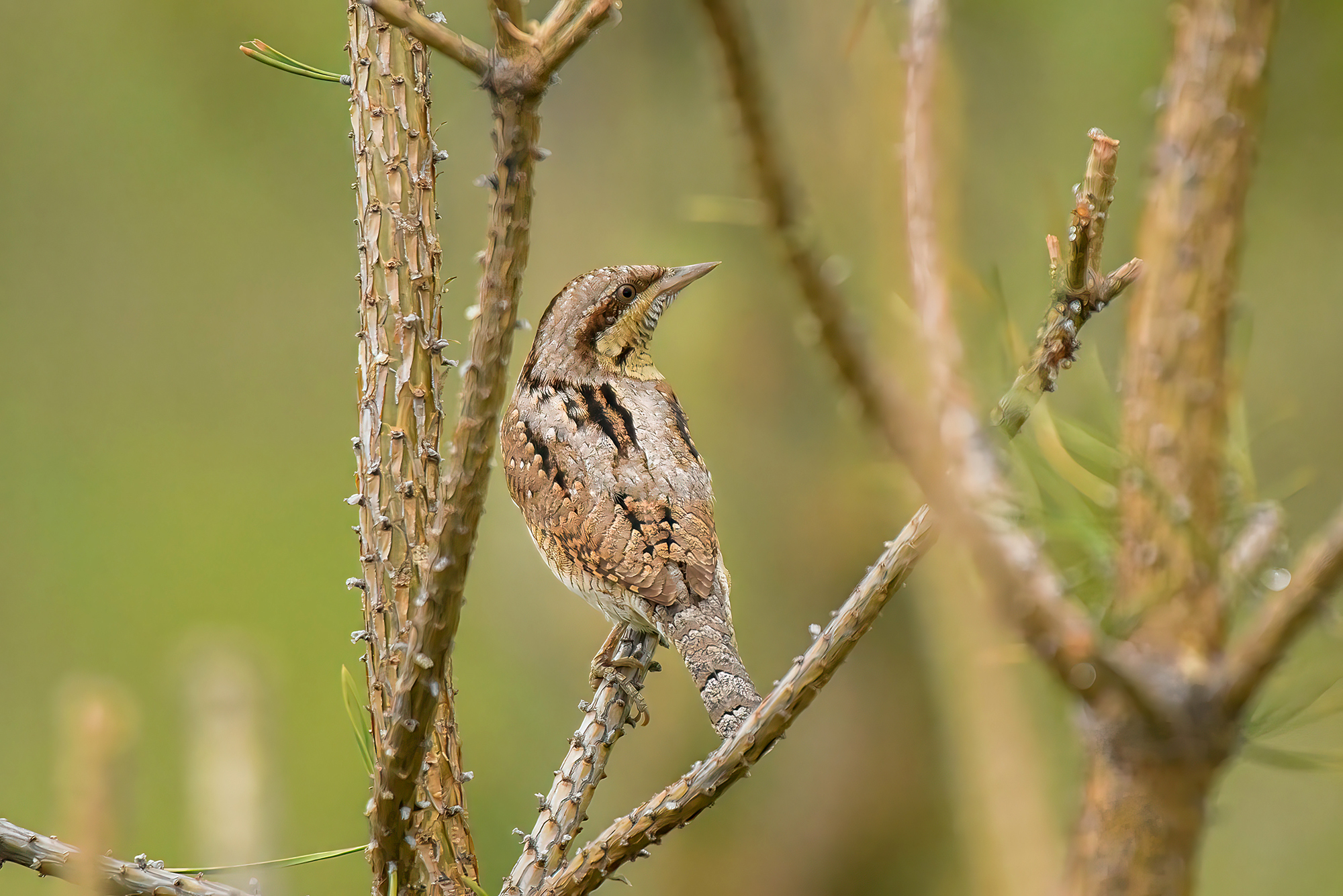